# Takeshi Kaneshiro
Takeshi Kaneshiro (Taiwan, 11 de Outubro de 1973) é um ator sino-japonês.

## Biografia
Em chinês tradicional seu nome é 金城 武 (Jīnchéng Wǔ), sendo conhecido assim pelo público chinês.
Filho de pai japonês e uma mãe taiwanesa, ele foi criado em Taiwan, mas possui a nacionalidade japonesa. Possui níveis variados de fluência em mandarim, cantonês, taiwanês, japonês e inglês. Cursou o ensino médio na Taipei American School.
Iniciou a carreira artística através da música em 1992, com o álbum "Heartbreaking Night". Sua incursão no mandopop e cantopop foi o que lhe deu grande popularidade no início dos anos noventa.
Debutou no cinema aos 20 anos, em 1993, através do filme de ação distópico honconguês "Heroic Trio 2: Executioners", seguido pelo aclamado "Amores Expressos" de Wong Kar-Wai, e uma série de outros filmes de Hong Kong.
De natureza introvertida e modesta, Takeshi prefere se manter afastado de constante aparição pública e opta não expor muito sua vida privada.

## Carreira
Uma agência de talentos o recrutou e o treinou para ser um “ídolo pop” quando ele tinha 15 anos. Em uma entrevista para a revista Time, sua agente à época disse que levou dois anos para fazê-lo entender o que era preciso para ser uma estrela pop e o porquê dele precisar cooperar. Entre setembro de 1992 e outubro de 1996, Takeshi Kaneshiro lançou oito álbums de estúdio, pelas gravadoras EMI e PolyGram. Takeshi voltou a exercer o canto no musical Perhaps Love (如果。爱) em 2005. Atualmente ele não lança nenhum tipo de música.
A fama consequente de sua carreira musical permitiu sua rápida introdução na industria cinematográfica.

Participou de uma campanha da Prada em 1998. No mesmo ano, estreou seu primeiro (e único) filme nos EUA, o “Too Tired to Die”, e protagonizou a mini-série japonesa "Kamisama mousukoshi dake". A história é sobre um músico que se apaixona por uma adolescente infectada com HIV, e os produtores da série não achavam nenhum músico interessado em participar pelo seu tema polêmico, mas felizmente Takeshi aceitou o papel.
Seu último trabalho na televisão foi como Shu Akutagawa na mini-série japonesa de 2002 "Golden Bowl" (ゴールデンボウル). Em 2001, ele foi para a Antártica gravar um documentário com o canal japonês NHK.
Realizou a dublagem do personagem-título da animação "Tarzan" (1999) nos idiomas cantonês, japonês e mandarim. Em 2001, ele emprestou sua voz e imagem para a construção do personagem Samanosuke Akechi, no jogo para Playstation “Onimusha: Warlords”, retornando ao papel em "Onimusha 3: Demon Siege" (2004).

Ao longo de sua carreira, Takeshi foi requisitado para diversos comerciais, e estrelou publicidades da VAIO, SonyEricsson, Honda, Morinaga, Biotherm Homme, EVA Airlines, entre outros. Em 2008 ele se tornou um modelo/porta-voz da Emporio Armani.

Nas vezes em que foi questionado se pretendia trabalhar em Hollywood, ele diz que não está interessado, e que em Hollywood não há bons papéis para asiáticos que não sejam estereotipados. Em 2018, Takeshi Kaneshiro se tornou um membro da Academy of Motion Picture Arts and Sciences.
Seus trabalhos mais recentes no cinema são a comédia romântica chinesa "Isto Não É O Que Eu Esperava" (2017), que protagonizou ao lado de Dongyu Zhou - e por esse papel ele venceu na categoria Best Leading Actor na premiação Golden Screen Awards; e a sua participação no elenco do thriller distópico honconguês "Sons of the Neon Night", escrito e dirigido por Juno Mak, que está em pós-produção e sem data de estréia.

## Trabalhos
| Ano  | Títulos                                             | Papel                      |
| ---- | --------------------------------------------------- | -------------------------- |
| 2017 | 喜歡你 (This Is Not What I Expected)                | Lu Jin                     |
| 2016 | 擺渡人 (See You Tomorrow)                           | Guan Chun                  |
| 2015 | 太平輪：驚濤摯愛 (The Crossing 2)                   | Yan Zekun                  |
| 2014 | 太平輪：亂世浮生 (The Crossing)                     | Yan Zekun                  |
| 2011 | 武俠 (Wu Xia / Dragão Br)                           | Xu Bai-jiu                 |
| 2009 | 赤壁:決戰天下 (Red Cliff Part II)                   | Zhuge Liang                |
| 2008 | 赤壁 (Red Cliff / A Batalha dos Três Reinos Br)     | Zhuge Liang                |
| 2008 | K-20 怪人二十面相・伝 (K-20: Legend of the Mask)    | Heikichi Endo              |
| 2008 | 死神の精度 (Accuracy of Death ou Sweet Rain)        | Chiba                      |
| 2007 | 投名狀 (The Warlords / Os Senhores da Guerra Br     | Jiang Wuyang               |
| 2006 | 傷城 (Confession of Pain)                           | Yau Kin-bong               |
| 2005 | 如果愛 (Perhaps Love / Talvez Seja Amor)            | Lin Jian-dong / Zhang Yang |
| 2004 | 十面埋伏 (O Clã das Adagas Voadoras Br)             | Jin                        |
| 2003 | 向左走．向右走 (Turn Left, Turn Right)              | John Liu                   |
| 2002 | リターナー (Returner)                               | Miyamoto                   |
| 2000 | スペーストラベラーズ (Space Travelers)              | Nishiyama                  |
| 2000 | 薰衣草 (Lavender)                                   | Angel                      |
| 1999 | 心動 (Tempting Heart)                               | Lin Ho-jun                 |
| 1998 | 安娜瑪德蓮娜 (Anna Magdalena)                       | Chan Kar-fu                |
| 1998 | 不夜城 (Sleepless Town)                             | Kenichi Ryuu               |
| 1998 | Too Tired To Die                                    | Kenji                      |
| 1997 | Misty                                               | Takehiro                   |
| 1997 | 火燒島之橫行霸道 (The Jail In Burning Island)       | Yang Chung                 |
| 1997 | 兩個只能活一個 (The Odd One Dies)                   | Mo                         |
| 1997 | 馬永貞 (Hero)                                       | Ma Wing-ching              |
| 1997 | 神偷諜影 (Downtown Torpedoes)                       | Jackal                     |
| 1996 | 初纏戀后的二人世界                                  | Lin Chia-tung              |
| 1996 | 冒險王 (Dr. Wai in "The Scripture with No Words")   | Shing                      |
| 1996 | 四個不平凡的少年 / 號角響起                         | Li Ta-wei                  |
| 1996 | 天涯海角 (Lost and Found)                           | Worm                       |
| 1996 | 重慶愛情感覺 / 泡妞專家                             | Hing                       |
| 1995 | 蠟筆小小生 / 臭屁王 (Troublemaker)                  | A Miu                      |
| 1995 | 學校霸王 / 校園敢死隊 (School days)                 | Eagle                      |
| 1995 | 中國龍                                              | Tom Hao                    |
| 1995 | 墮落天使 (Fallen Angels)                            | He Zhiwu                   |
| 1995 | 新紮師兄追女仔 / 逃學戰警 (Young Policemen in Love) | Chin Ying-chun             |
| 1995 | 冇面俾 / 摩登笑探                                   | Tang Chuen-shek            |
| 1994 | 報告班長3                                           | Chin Tieh-sheng            |
| 1994 | 重慶森林 (Amores Expressos Br / Chungking Express)  | Ho Chi-wu, Cop 223         |
| 1994 | 沉默的姑娘 (The Wrath of Silence)                   | Dr. Patrick Ko             |
| 1994 | 人魚傳說 (Mermaid Got Married)                      | Kenji                      |
| 1993 | 現代豪俠傳 (Heroic Trio 2: Executioners)            | Chong Hon                  |

| Ano  | Título                                             | Papel                       |
| ---- | -------------------------------------------------- | --------------------------- |
| 2002 | ゴールデンボウル (Golden Bowl)                     | Shu Akutagawa               |
| 2000 | 二千年の恋 (Love 2000)                             | The Assassin / Yurij Maroev |
| 1998 | 神様、もう少しだけ (God, Please Give Me More Time) | Keigo Ishikawa              |
| 1995 | 聖夜の奇跡 (The Miracle on a Christmas Night)      | Mr. Bell                    |
| 1991 | 草地狀元 (Grass Schoolar)                          | Chen Nai-chien              |

#### Música
| Album # | Álbum | Track listing |
| ------- | --- | --- |
| 1       | Heartbreaking Nights 分手的夜裡 - L: September 1992 - Language: Mandarin                                    | 1. Summer generation 2. Heartbreaking Night 3. The unlicensed youth 4. Still Love You 5. Classmate 6. Comfortable life away 7. Tokyo Blues 8. 108 Call Me 9. I do not 10. Distant cherry rain |
| 2       | Just You And Me 只要你和我 - Released: June 1993 - Language: Mandarin                                       | 1. Just You And Me 2. Because love you 3. Looking back at you 4. I etc 5. Be My Girl ......Be My Girl.... 6. Love was not sure 7. Kikuko girl 8. Lying eyes 9. Friends 10. Good night to You |
| 3       | Tender Superman 溫柔超人 - Released: February 1994 - Language: Mandarin, Japanese                           | 1. Tender Superman 2. Let's Fall In Love 3. "Love Me Once Again" 4. It is not known 5. You Sweetheart 6. Valentine's Day gift of flowers 7. Temptation 1000 8. The gray sky 9. You 10. Heart Pain Inside |
| 4       | Ideal Lover 標準情人 - Released: December 1994 - Language: Mandarin                                         | 1. Standard lover 2. The trouble is you do not want to 3. Let me say to you 4. Blue smile 5. Deciduous season 6. Pure tears 7. I really treasure 8. Courageous say goodbye 9. No love pm 10. Tell Laura I Love Her (remake)                                                                                            |
| 5       | Missed Date 失約 - Released: December 1994 - Language: Cantonese                                            | 1. Scam 2. Will love return 3. Lonely and others 4. Paranoia 5. You want to ever 6. Loving Heart 7. Love Me Once Again 8. I see the paradise 9. Love 10. Cover Girl |
| 6       | Dear My Beloved 給我心愛的人 - Released: June 1995 - Language: Cantonese                                    | 1. Who can 2. The occasion 3. Love me! 4. Still love you like before 5. Burning Passion 6. Dera My Beloved 7. Sunshine Lover 8. I do not want tocry 9. With your life 10. Or are you lucky |
| 7       | Secretly Drunk 偷偷的醉 - Released: October 1995 - Language: Mandarin                                       | 1. I cried to stop carrying 2. Love You Deeply 3. Don't want to leave 4. And I miss not meet 5. Road Of The Heart 6. Secretly Drunk 7. In the summer of love burning 8. Lonely people fear most crying 9. That love 10. Love Rhapsody                                                                                  |
| 8       | No Matter How Hard 多苦都願意 - Released: October 1996 - Language: Mandarin                                 | 1. No Matter How Hard 2. I love her with your shadow 3. Green space 4. Capricorn 5. Happier 6. A love so much 7. Because of your 8. My tears 9. New Day Of The City 10. Taipei |
| 9       | Best Collection: Takeshi Kaneshiro's Best Songs 金城武的精選歌集 - Released: June 1998 - Language: Mandarin | 1. Ideal Lover 2. No Matter How Hard 3. Don't Gry Behind My Back 4. Don't Wanna Be In Trouble 5. Crazy Love Song 6. Secretly Drunk 7. Route To South 8. Taipei 9. Say Goodbye 10. Love You Deeply 11. Love Me 12. Sunshine Lover 13. Tender Superman 14. Only You And Me 15. Road Of The Heart 16. Heartbreaking Night |

### Trilhas Sonoras
| Year | Title                 | Track Featuring Takeshi | Notes                               |
| ---- | --------------------- | --- | ----------------------------------- |
| 2005 | Perhaps Love (如果愛) | No.4 Forgot Who I am (忘了我是誰) (duet with Zhou Xun 周迅), No.6 Beautiful Story (美麗故事) (duet with Ji Jin Hee 池珍熙), No.10 Crossroad (十字街頭) (duet with Zhou Xun 周迅), No.11 What If (假如) (Solo) | Mandarin album (Release date: 2005) |